# Ian Paisley
Ian Richard Kyle Paisley (n. 6 aprilie 1926, Armagh, Irlanda de Nord – d. 12 septembrie 2014, Belfast) a fost un om politic britanic din Irlanda de Nord, membru al Parlamentului European în perioadele 1979-1984, 1984-1989, 1989-1994, 1994-1999 și 1999-2004 din partea Regatului Unit. A fost unul din cei mai radicali politicieni protestanți din Irlanda de Nord. În urma semnării acordurilor de pace din Irlanda de Nord în anii 2000, a fost primul Întâi Ministru al Irlandei de Nord, între mai 2007 și iunie 2008.